# Angelicuss
Angelicuss est une revue LGBT roumaine en ligne. Publiée par Be An Angel, une association de défense des droits des personnes LGBT de Cluj-Napoca, cette revue est la première du genre en Roumanie. Disponible d'abord seulement en ligne, un premier numéro fut imprimé en novembre 2004 et distribué gratuitement. En 2005, la revue fut remplacée par une nouvelle publication, Switch. En 2006, Switch s'arrêta et fut remplacé par une nouvelle version de Angelicuss, publiée sous le format d'une lettre d'information hebdomadaire.